# Anolis bimaculatus
Anolis bimaculatus – gatunek jaszczurki z rodziny Anolidae zamieszkujący trzy wyspy w obrębie Małych Antyli.

## Systematyka
Gatunek zaliczany jest do rodzaju Anolis. Rodzaj ten umieszcza się obecnie w monotypowej rodzinie Anolidae. W przeszłości zaliczano go jednak do rodziny legwanowatych (Iguanidae).
Za podgatunek opisywanego tu gatunku uznaje się niekiedy Anolis leachii Dumeril & Bibron (1837) z Antigui i Barbudy.

## Rozmieszczenie geograficzne
Jest to endemit zamieszkujący tylko trzy wyspy archipelagu Małych Antyli. Jak podaje IUCN za publikacją Schwartza i Hendersona z 1991 roku, spotyka się go na wyspach Sint Eustatius (należącej do Holandii), St. Christopher i Nevis (w obrębie państwa Saint Kitts i Nevis).
Tereny zajmowane przez gada leżą na wysokości od poziomu morza do około 600 m n.p.m.

## Siedlisko
Jaszczurka zamieszkuje różnorodne środowiska, zarówno tereny krzewiaste, jak i porośnięte drzewiastymi figowcami, także plantacje czy obszary zurbanizowane.

## Zagrożenia i ochrona
W Czerwonej księdze gatunków zagrożonych IUCN Anolis bimaculatus jest klasyfikowany jako gatunek najmniejszej troski (LC, ang. Least Concern).
Populacja gatunku wydaje się stabilna. Dane z wyspy Sint Eustatius (1999) mówią o zagęszczeniu 2220–3000 osobników na hektar.
IUCN nie dostrzega żadnych istotnych zagrożeń dla gatunku.